# Partille församling
Partille församling är en församling i Mölndals och Partille kontrakt i Göteborgs stift. Församlingen ligger i Partille kommun i Västra Götalands län (Västergötland) och ingår i Partille pastorat.

## Administrativ historik
Församlingen har medeltida ursprung. 1571 införlivades Utby församling vars område 1928 överfördes till Göteborgs Gamlestads församling. 1971 utbröts Sävedalens församling. Från 1942 till 1 juli 1991 var församlingen uppdelad i flera kyrkobokföringsdistrikt: Partille kfdb (140201), Jonsereds kfdb (140202, från 1945) (fanns från 1864 som inofficiell bruksförsamling med egen kyrkobokföring) och Sävedalens kfdb (140203, till 1971).
Församlingen var åtminstone i perioden 1528 till 1540 i ett pastorat med Nylöse församling som moderförsamling. Från 1546 till 1571 moderförsamling i Partille, Utby och Örgryte. Från 1571 till 1 maj 1921 annexförsamling i pastoratet Landvetter, Härryda och Partille. Från 1 maj 1921 till 2014 utgjorde församlingen ett eget pastorat. Från 2014 ingår församlingen i Partille-Sävedalens pastorat, som 2015 namnändrades till Partille pastorat samtidigt som Furulunds församling bröts ut ur denna församling.

## Kyrkobyggnader
- Partille kyrka
- Jonsereds kyrka